# Ewa Skoog Haslum

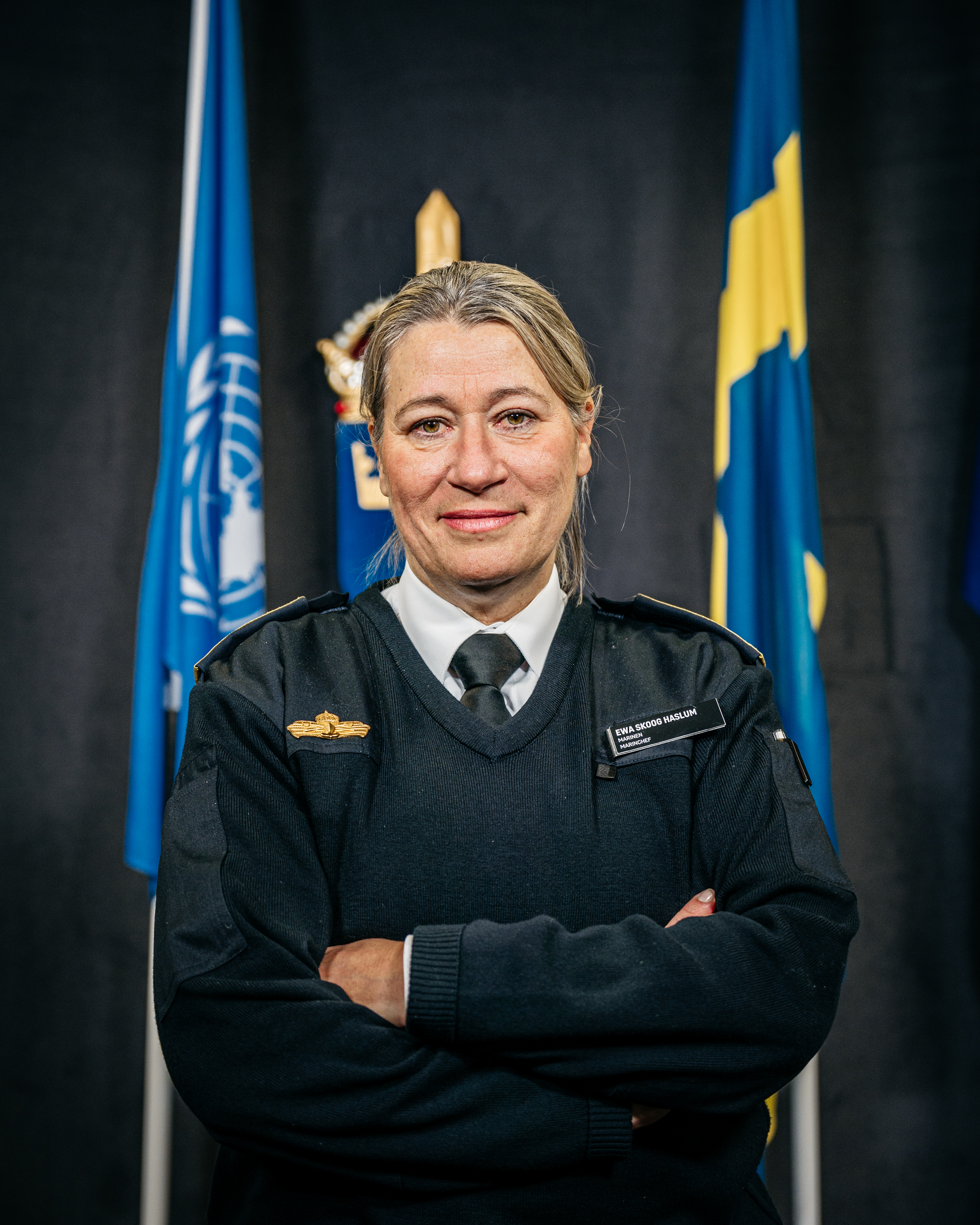
Ewa Skoog Haslum (2021)

Ewa Ann-Sofi Skoog Haslum (* 26. März 1968 in Hov) ist eine schwedische Marineoffizierin. Derzeit dient sie als Chief of Navy im Rang eines Konteradmirals.

## Frühes Leben
Skoog wurde am 26. März 1968 in Hov, Gemeinde Båstad in Kristianstads län, geboren und wuchs in Torekov auf. Sie besuchte das technische Programm in der Sekundarschule. Skoog Haslum begann ihre militärische Laufbahn 1987 als Wehrpflichtige an Bord der HSwMS Stockholm.

## Laufbahn
Sie wurde als Marineoffizierin in der 2. Überwasser-Kriegsflottille (Andra ytstridsflottiljen) im Rang eines stellvertretenden Unterleutnants (fänrik) in Dienst gestellt. Dort wurde sie 1993 zum Leutnant befördert. Von 1994 bis 1995 diente sie als Artillerieoffizierin/Beobachterin auf der HSwMS Gävle (K22). Zu dieser Zeit diente sie auch als Lenkungsoffizierin und hielt zusammen mit Anders Olovsson, ihrem zukünftigen stellvertretenden Marinechef, Wache. Skoog Haslum wurde 1995 zum Leutnant befördert. Von 1997 bis 1998 diente sie als Lehrerin an der Taktischen Kommandoschule (Ledningsstridsskolan) auf dem Marinestützpunkt Berga.
Von 2001 bis 2003 war Skoog Haslum in der Abteilung für Zukunftsplanung (PerP) im Hauptquartier der schwedischen Streitkräfte in Stockholm tätig. Von 2006 bis 2008 war sie Kapitänin der Korvette HSwMS Sundsvall. Im Jahr 2007 war sie fast sechs Monate lang Kapitänin der HSwMS Sundsvall in der UNIFIL Maritime Task Force (MTF) und patrouillierte an der Küste des Libanon, um Waffenschmuggler und Terroristen zu stoppen und sicherzustellen, dass Hilfslieferungen Beirut erreichen und nicht von Piraten abgeschnitten werden. Von 2008 bis 2010 besuchte sie das Management-Programm der Schwedischen Nationalen Verteidigungsakademie und war von 2010 bis 2011 dem Kommando der maritimen Komponente im Hauptquartier der schwedischen Streitkräfte zugeteilt. Von 2010 bis 2017 diente Skoog Haslum einen Monat im Jahr als Aide-de-camp von Kronprinzessin Victoria.
Von 2014 bis 2016 war sie Kommandantin der 4. Seekriegsflottille und war dann ab dem 1. Dezember 2016 an der Schwedischen Verteidigungsuniversität angestellt und wurde Anfang 2017 neue stellvertretende Vizekanzlerin der Universität. Anschließend leitete sie gemeinsam mit dem Vizekanzler die Entwicklung der Ausbildung an der Schwedischen Verteidigungsuniversität, nicht zuletzt im Hinblick auf die zukünftige Offiziersausbildung. Der stellvertretende Vizekanzler ist der höchste militärische Repräsentant der schwedischen Verteidigungsuniversität und berät den Vizekanzler. Der Vizekanzler spielt eine wichtige Rolle bei der Entwicklung der Universität und ist auch für die Zusammenarbeit mit ausländischen Verteidigungshochschulen und anderen internationalen Partnern im militärischen Bereich verantwortlich. Der Vizekanzler fungiert auch als Übungsleiter bei Großübungen. Im Zusammenhang mit der Ernennung wurde Skoog Haslum zum Konteradmiral (untere Hälfte) befördert.
Am 11. Dezember 2019 wurde Skoog Haslum zum Chief of Navy ernannt und trat ihr Amt am 21. Januar 2020 an. Gleichzeitig wurde sie zum Konteradmiral befördert.

## Privatleben
Skoog ist mit Stefan Haslum verheiratet und hat zwei Söhne.

## Rangdaten
- 1990 – Stellvertretender Unterleutnant
- 1993 – Unterleutnant
- 1995 – Leutnant
- 2001 – Kapitänleutnant
- 2010 – Kommandant
- 2014 – Kapitän
- 2016 – Konteradmiral (untere Hälfte)
- 2020 – Konteradmiral

## Auszeichnungen und Ehrungen

### National
- Für eifrigen und hingebungsvollen Dienst am Reich
- Jubiläumsmedaille II von König Carl XVI. Gustaf (23. August 2013)
- H. M. Die Königsmedaille, 8. Goldmedaille (vergoldetes Silber), die auf der Brust getragen wird und vom Band des Seraphimordens aufgehängt wird (28. Januar 2015)
- Hochzeitsmedaille von Kronprinzessin Victoria und Prinz Daniel (8. Juni 2010)
- Medaille für Wehrpflichtige der schwedischen Streitkräfte
- Internationale Verdienstmedaille der schwedischen Streitkräfte
- Gedenkmedaille der 2. Überwasserkriegsflottille (2. ytstridsflottiljens minnesmedalj, 2ysfljMSM)

### International
- Kommandeur des Ordre national du Mérite (1. September 2022)
- Medaille der Vereinten Nationen (UNIFIL)